# جون فرانكنهايمر
جون مايكل فرانكنهايمر (بالإنجليزية: John Frankenheimer)‏ (19 فبراير 1930 - 6 يوليو 2002)
مخرج سينمائي وتلفزيوني أمريكي معروف بإخراجه أعمال درامية اجتماعية وأفلام الحركة والتشويق، ولد فرانكنهايمر في 1930 من أب يهودي ألماني وأم كاثوليكية ـ ايرلندية. والتحق بسلاح الجو كمخرج لأفلام تدريب وهذا ما دفعه للمضي في الإخراج والالتحاق بمحطة CBS سنة 1954. أسس فرانكنهايمر اسمه بفيلم «المرشح المنشوري» (1962): دراما سياسية سوداء تبعها بأخرى مماثلة بعنوان «سبعة أيام في أيار» مع بيرت لانكاستر، ولاحقا أدار الممثل الرائع في ثلاثة أفلام أخرى هي «طيّار ألكاتراز» «القطار»، و«فراشات غجرية»، وذلك ما بين 1962 و1973. فرانكنهايمر هو الذي قبل أيضا إخراج «أحد أسود» (1977) حول قيام «ارهابيين» ألمان وعرب بتوجيه منطاد يحمل قنبلة موقوتة إلى استاد رياضي أميركي ودور الموساد الإسرائيلي في إنقاذ اميركا من كارثة. مهنة فرانكنهايمر لم تتحسن بعد ذلك، بل زادت انحدارا طوال الثمانينات وردحا من التسعينات. في العام 1998 عاد في أفضل حالاته بفيلم «رونين» الذي صوّره بأكمله في فرنسا، لكن العمل مع هوليوود بات صعبا (وهذا ما يعكسه الفيلم كونه انتج مستقلا عنها). وفي النهاية عاد إلى التلفزيون في مطلع هذا العام لينجز فيلما آخر من تلك الأعمال التي تمزج السياسة بالتشويق وهو «ممر حرب» من بطولة اليك بولدوين ودونالد سذرلاند ومايكل غامبون.

## روابط خارجية
- جون فرانكنهايمر على موقع IMDb (الإنجليزية)
- جون فرانكنهايمر على موقع الموسوعة البريطانية (الإنجليزية)
- جون فرانكنهايمر على موقع روتن توميتوز (الإنجليزية)
- جون فرانكنهايمر على موقع مونزينجر (الألمانية)
- جون فرانكنهايمر على موقع ألو سيني (الفرنسية)
- جون فرانكنهايمر على موقع ميوزك برينز (الإنجليزية)
- جون فرانكنهايمر على موقع تيرنر كلاسيك موفيز (الإنجليزية)
- جون فرانكنهايمر على موقع أول موفي (الإنجليزية)
- جون فرانكنهايمر على موقع قاعدة بيانات الأفلام السويدية (السويدية)
- جون فرانكنهايمر على موقع إن إن دي بي (الإنجليزية)
- جون فرانكنهايمر في قاعدة بيانات الأفلام على الإنترنت
- John Frankenheimer OpsRoom.org
- John Frankenheimer, Senses of Cinema, Issue 41 "Great Directors Series"
- قالب:EmmyTVLegends name
- جون فرانكنهايمر على موقع فايند أغريف
- Literature on John Frankenheimer
- John Frankenheimer: The Hollywood Interview